# Borys Budka

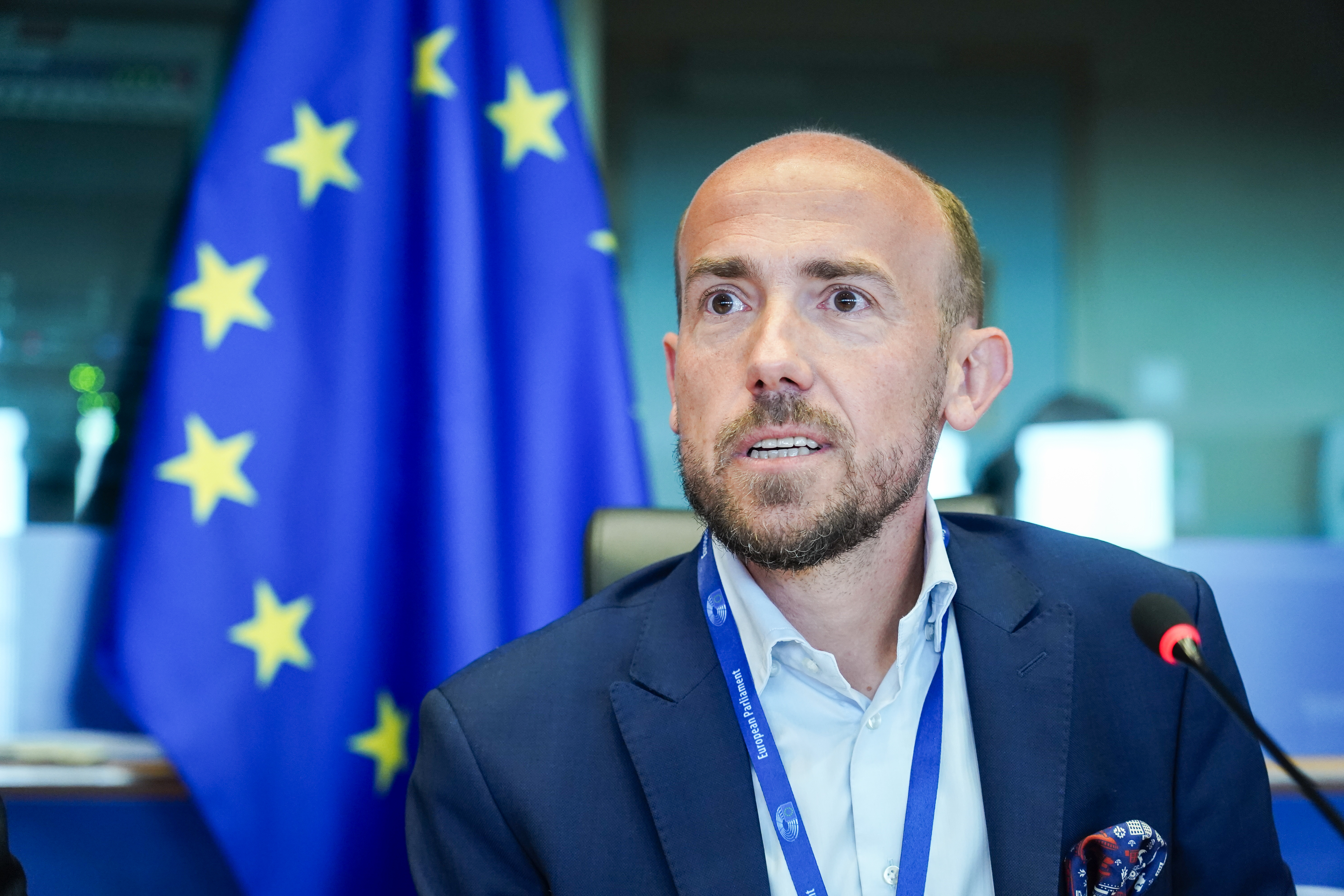
Borys Budka (2024)

Borys Piotr Budka (* 11. März 1978 in Czeladź) ist ein polnischer Jurist, Doktor der Wirtschaftswissenschaften, akademischer Lehrer, Sejm-Abgeordneter der 7., 8. und 9. Wahlperiode, 2015 Justizminister, ab 2016 stellvertretender Vorsitzender der Bürgerplattform, ab 2019 Vorsitzender deren Parlamentsclubs, am 25. Januar 2020 mit 78,77 % der Wählerstimmen als Nachfolger von Grzegorz Schetyna zum Vorsitzenden der Bürgerplattform gewählt. Seit dem 13. Dezember 2023 ist Budka Minister für Staatsvermögen der Republik Polen. Seit 2024 ist er Mitglied des Europäischen Parlaments.

## Leben und Beruf
Im Jahr 2002 absolvierte er die Fakultät für Recht und Verwaltung an der Schlesischen Universität in Katowice. Er absolvierte auch eine juristische Ausbildung zum Rechtsbeistand, 2007 begann er seine berufliche Tätigkeit als Rechtsbeistand. Im Jahr 2011 promovierte er an der Wirtschaftsuniversität Kattowitz auf der Grundlage der Doktorarbeit „Mitarbeiterqualifikationen im Arbeitsverhältnis“ zum Doktor der Wirtschaftswissenschaften mit dem Schwerpunkt Beschäftigungspolitik. Seitdem arbeitete er als akademischer Lehrer an der Rechtsabteilung der Fakultät für Finanzen und Versicherungen der Wirtschaftsuniversität Katowice (vormals Ökonomische Akademie Katowice).
Budka ist seit 2011 mit der PO-Politikerin Katarzyna Kuczyńska-Budka verheiratet, mit der er eine Tochter hat. Seine Ehefrau ist seit 2024 Stadtpräsidentin von Gliwice.

## Politische Aktivität
Er wurde im Jahr 2002 von der Liste der Bürgerplattform, im Jahr 2006 als Kandidat des lokalen Komitees und im Jahr 2010 erneut von der Liste der Bürgerplattform zum Ratsmitglied des Stadtrats von Zabrze gewählt. Von 2002 bis 2005 war er stellvertretender Vorsitzender des Stadtrats, danach war er ein Jahr lang dessen Vorsitzender.
Bei den Parlamentswahlen 2011 erhielt er einen Parlamentssitz als Kandidat aus der Liste der Bürgerplattform und erhielt 10 260 Stimmen im Wahlkreis Gliwice. 2014 kandidierte er für das Amt den Stadtpräsidenten von Gliwice und belegte mit 6.192 Stimmen den 3. Platz unter 6 Kandidaten.
Am 30. April 2015 ernannte Ministerpräsidentin Ewa Kopacz ihn zum Justizminister in ihrer Regierung. Er hat diesen Posten am 4. Mai 2015 angetreten.
Bei den Wahlen im selben Jahr bewarb er sich erfolgreich mit 37.761 Wählerstimmen um eine Wiederwahl zum Parlament. Im Sejm der 8. Amtszeit wurde er Mitglied des Justiz- und Menschenrechtsausschusses und des Legislativausschusses sowie stellvertretender Vorsitzender des Sonderausschusses für Änderungen der Kodifikationen. Er wurde auch vom Sejm in den Landesrat für Gerichtsbarkeit berufen.
Am 26. Februar 2016 wurde er zum stellvertretenden Vorsitzenden der Bürgerplattform gewählt. Im November 2016 wurde er zum Innen- und Verwaltungsminister im Schattenkabinett der Bürgerplattform ernannt.
Bei den Wahlen im Jahr 2019 bewarb er sich im Namen der Bürgerkoalition mit 99.550 Stimmen im Wahlkreis Katowice erfolgreich um eine parlamentarische Wiederwahl. Am 12. November 2019 wurde er zum Vorsitzenden des Parlamentskoalitions-Parlamentsclubs gewählt. Am 25. Januar 2020 gewann er die Wahlen zum Parteivorsitzenden.
Am 13. Dezember 2023 wurde Budka als Minister für Staatsvermögen im Kabinett Tusk III vereidigt.
Nachdem er bei der Europawahl 2024 ins Europäische Parlament gewählt wurde, ist er dort in der 10. Legislaturperiode (2024–2029) Vorsitzender im Ausschuss für Industrie, Forschung und Energie, daher qua Amt Mitglied in der Konferenz der Ausschussvorsitze sowie stellvertretendes Mitglied im Ausschuss für Beschäftigung und soziale Angelegenheiten.